# Joliane Melançon
Pour les articles homonymes, voir Melançon.
Joliane Melançon, née le 22 mars 1986 à Blainville (Québec), est une judokate canadienne.

## Palmarès international en judo
| Jeux panaméricains         | Jeux panaméricains | Jeux panaméricains |
| Année                      | Médaille           | Catégorie          |
| -------------------------- | ------------------ | ------------------ |
| 2011                       | bronze             | –57 kg             |
| Championnats panaméricains |                    |                    |
| Année                      | Médaille           | Catégorie          |
| 2009                       | bronze             | –57 kg             |
| 2010                       | bronze             | –57 kg             |
| 2011                       | bronze             | –57 kg             |
| 2012                       | bronze             | –57 kg             |
| Jeux de la Francophonie    |                    |                    |
| Année                      | Médaille           | Catégorie          |
| 2009                       | bronze             | –57 kg             |